# Vatnsdælir
Vatnsdælir foi um clã familiar da Islândia cuja origem remonta à Era Viquingue e à figura lendária de Þorsteinn Ingimundarson. Dominaram o goðorð de Vatnsdalur, na região de Austur-Húnavatnssýsla. Aparecem mencionados principalmente na Saga Vatnsdœla, uma crónica familiar de quatro gerações, onde faz notar que as relações do clã com os reis da Noruega possuiam importancia significativa, o mesmo é notado tanto na saga de Grettir como na saga Íslendinga.